# Jacques Amalric
Pour les articles homonymes, voir Amalric.
Jacques Amalric, né le 6 octobre 1938 à Montauban et mort le 4 juin 2021 à Ajaccio,, est un journaliste français de presse écrite qui fut notamment rédacteur en chef au journal Le Monde et directeur de la rédaction de Libération.

## Biographie
Après des études supérieures en économie politique et un service militaire qu’il effectue partiellement en Algérie, Jacques Amalric entre dans le journalisme à La Dépêche du Midi. En 1963, recruté par Hubert Beuve-Méry, il entre au journal Le Monde  comme journaliste au service étranger et sera correspondant du quotidien à Washington (1970-1973), où il couvre notamment le Watergate, puis à Moscou (1973-1977), où, opposé à la politique de Brejnev, il s'attire les foudres du KGB. De 1977 à 1990, il est chef du service étranger et, de 1990 à 1993, rédacteur en chef. Il écrit aussi régulièrement pour le Monde Diplomatique.
Ses anciens collègues Sylvie Kauffmann et Alain Frachon le décrivent comme « un monument de savoir-faire journalistique : éditorialiste, analyste, envoyé spécial, correspondant, accoucheur de « manchettes », animateur d’équipes. Par-dessus tout, il avait cette aptitude à attraper dans l’air du temps ce qui va faire les titres de l’actualité. »
En 1980, il est candidat à la succession de Jacques Fauvet à la tête du quotidien lors de la première élection d'un directeur par les journalistes — une première mondiale dans le milieu de la presse —, remportée finalement par Claude Julien,. Il rejoint ensuite en 1994 le journal Libération – dont il sera le directeur de la rédaction de 2000 à 2002 succédant à Frédéric Filloux – où il écrit jusqu'en 2006.
Enfin, retiré en Corse où il s’installe avec sa seconde femme, Isaline de Comarmond, il soutient ensuite le site d'informations Rue89 en en devenant actionnaire minoritaire et tient une chronique pour Alternatives économiques.

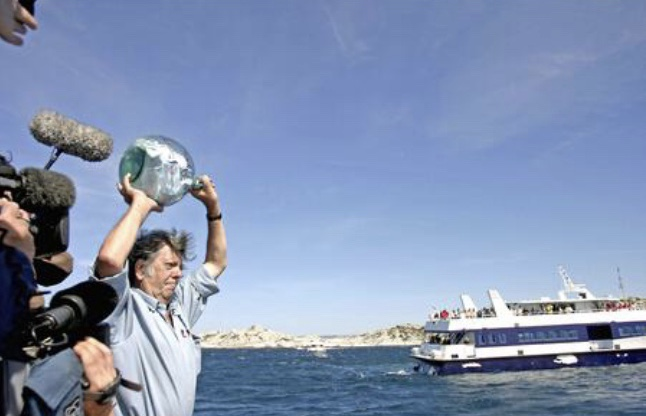

- Marseille, le 5 juin 2005 : Jacques Amalric, alors journaliste à Libération, lance à la mer une bouteille contenant 150 messages de solidarité écrits par des célébrités et des anonymes afin de manifester son soutien à la journaliste Florence Aubenas et à son fixeur irakien Hussein Hanoun al-Saadi, pris en otage depuis 150 jours en Irak.

### Vie privée
Sa première épouse est Nicole Zand — journaliste et spécialiste de littérature étrangère au Monde — avec laquelle il eut ses trois enfants (Judith, Alexandre et l'acteur Mathieu Amalric).
Sa deuxième épouse est Isaline de Comarmond.

### Œuvres personnelles
- Atlas politique du monde moderne avec Claude Sales aux éditions de l'Épi, 1964.
- L'Europe après l'effondrement des pays, éditions Flammarion, 1993  (ISBN 2080667211).
- Martin Luther King : L'Apôtre de la non-violence avec Alain Abellard et un collectif d'auteurs, aux éditions Librio, 2006,  (ISBN 2290352195).

## Vidéographie
- Nestor Almendros et Madeleine Hartmann, La Journée d'un journaliste, collection « Les hommes dans leur temps », juin 1967, 19 min. — voir en ligne sur Gallica.